# Rocky aur Rānī kī prem kahānī
Rocky aur Rānī kī prem kahānī (lett. "La storia d'amore di Rocky e Rani") è un film del 2023 diretto da Karan Johar.

## Trama
Lo scapolo impenitente Rocky, rampollo di una ricca e tradizionalista famiglia punjabi, e Rani, un'emancipata giornalista d'assalto di ascendenza bengalese, si incontrano e si innamorano dopo aver scoperto che i loro nonni si erano amati in gioventù. Per vincere l'opposizione delle rispettive famiglie riguardo al loro matrimonio, decidono di scambiarsi di posto per tre mesi, trovandosi entrambi di fronte a un contesto ben diverso da quello nel quale sono cresciuti.

## Produzione
Il film è costato 1,6 miliardi di rupie.

## Colonna sonora
Sia la colonna sonora strumentale del film che le canzoni sono state composte da Pritam.

### Tracce
Testi di Amitabh Bhattacharya, musiche di Pritam.
1. Arijit Singh e Shreya Ghoshal – Tum kyā mile (Radio Edit) – 3:12
2. Arijit Singh, Jonita Gandhi e Ranveer Singh – What jhumkā? – 3:33
3. Arijit Singh, Shreya Ghoshal e Shadaab & Altamash Faridi – Ve kamaleyā – 4:07
4. Darshan Raval e Bhoomi Trivedi – Ḍhiṇḍhorā bāje re – 4:14
5. Sonu Nigam e Shilpa Rao – Ro leṇ de – 3:58
6. Sachet Tandon – Kudmayī – 4:27
7. Dev Negi – Heart Throb – 3:20
8. Shashwat Singh e Jonita Gandhi – Sāregāmā kārvā̃ medley – 3:43
9. Arijit Singh e Shreya Ghoshal – Tum kyā mile – 4:37
10. Shadaab & Altamash Faridi, Asees Kaur – Ve kamaleyā (Sufi Version) – 5:21
11. Shreya Ghoshal – Tum kyā mile (Female Vocals) – 3:57
12. Shahid Mallya – Kudmayī (Film Version) – 4:25
13. Tushar Joshi e Shreya Ghoshal – Ve kamaleyā (Redux) – 5:27
14. Brianna Supriyo – Rani's Intro Theme – 1:54

Durata totale: 56:15

## Distribuzione
Il film è stato distribuito nelle sale cinematografiche indiane a partire dal 28 giugno 2023.

## Accoglienza

### Incassi
Il film ha incassato 1,83 miliardi di rupie in India e 1,73 miliardi nel resto del mondo, per un totale di 3,56 miliardi di rupie (pari ad oltre 43 milioni di dollari). Nel suo fine settimana d'esordio, dov'era in competizione col fenomeno «Barbenheimer», ha incassato 26,1 milioni di dollari a livello globale, di cui 15,7 in India (meno dei 16 milioni di Oppenheimer, ma superando i 5,8 milioni di Barbie).